# Bunkobon
Tại Nhật Bản, bunkobon (Nhật: 文庫本 (Văn khố bản)) là một kiểu sách giấy bìa mềm khổ nhỏ, được thiết kế để tiết kiệm chi phí in ấn và tiết kiệm không gian lưu trữ.
Đại đa số bunkobon in ở khổ A6 (105×148mm hoặc 4,1"×5,8"). Đôi khi chúng được minh họa và (giống như các loại sách giấy bìa mềm khác của Nhật Bản) thường có một bìa rời bọc bên ngoài bìa trơn.
Chúng được sử dụng cho các mục đích tương tự như sách bìa mềm bình dân của ngành in ấn và xuất bản phương Tây: thường là một ấn bản có giá thành rẻ hơn những ấn phẩm đã xuất bản ở dạng bìa cứng. Tuy nhiên, chúng được in trên chất liệu giấy bền và có tuổi thọ lâu dài, và một số tác phẩm ngay từ đầu đã được xuất bản ở định dạng bunkobon, phổ biến nhất là các light novel khi chiếm đến 20% doanh thu bán ra của các sách in dạng này ở Nhật Bản vào năm 2009.